# حروب السنارة والقد
حروب السنارة والقد (بالهولندية: Hoekse en Kabeljauwse twisten) شملت سلسلة من الحروب والمعارك في مقاطعة هولندا بين 1350 و1490م. وكان سبب معظم هذه الحروب التقاتل على لقب كونت هولندا، ولكن البعض [من؟] جادل بأن السبب الكامن وراء هذه الحروب كان بسبب الصراع على السلطة البرجوازية في المدن ضد حكم النبلاء.